# Drage (bådtype)
 For alternative betydninger, se Drage. (Se også artikler, som begynder med Drage)
Drage er en entype kølbåd
tegnet af Johan August Anker, som sejles af tre personer.
I 1927 udskrev Göteborgs Kungliga segelsällskap (GKSS) en konkurrence om en ny bådtype til tur- og kapsejlads som kunde bygges til en attraktiv pris. Johan Anker vandt konkurrencen med en smuk, slank båd med bermudarig og stort overhang for og agter som senere skulle få navnet Drage. Båden hade en lille overbygning og plads til et par køjer.
I løbet af få år blev der bygget mere end 50 drager i Skandinavien og i 1935 kom de første både til Clyde i Scotland og derfra til England, hvor den hurtigt blev populær, og til resten af verden. I 1937 indstiftedes guldpokalen Dragon Gold Cup som der kapsejles om hvert år på skift mellem 11 lande. I 2016 var Hornbæk vært for kapsejladserne.
Dragen blev anerkendt af International Sailing Federation i 1946 og var olympisk klasse fra 1948 til 1972.
Den blev tidligere bygget af fyrretræ og mahogni, men bygges i dag af glasfiber.
Dragen er blevet kaldt en kongelig bådtype fordi medlemmer af både det danske, svenske, engelske og det græske kongehus har sejlet Drage. Kronprins Konstantin vandt en guldmedalje ved sommer-OL 1960 i Rom.
Danske sejlere har altid klaret sig flot i denne bådtype, for eksempel vandt Ole Berntsen med besætningen guldmedalje ved sommer-OL 1964 i Tokyo. Han vandt også bronze ved sommer-OL 1948 i London og sølv ved sommer-OL 1956 i Melbourne.